# Elisa Biagini
Pour les articles homonymes, voir Biagini.
Elisa Biagini (née à Florence le 9 décembre 1970) est une poétesse et traductrice italienne.

## Biographie
Partie jeune pour les États-Unis, Elisa Biagini y a soutenu une thèse d'histoire de l'art à l'université Rutgers et y a enseigné l'italien au sein de plusieurs universités (Columbia, Gettysburg College (en), Barnard College). Férue de littérature américaine contemporaine, elle a traduit Sylvia Plath, Mark Haddon, Alicia Ostriker, Lucille Clifton en italien. En 2006, elle a dirigé pour l'éditeur Einaudi un volume consacré à des poètes américains contemporains (Nuovi poeti americani) : Elizabeth Alexander, Louise Glück, Robert Pinsky, etc.
Son premier recueil de poèmes fut publié en 1993 par Gazebo sous le titre Questi Nodi. Pour Estelle Ceccarini : « Un des éléments centraux de l’œuvre poétique d’Elisa Biagini est le fait qu’elle explore la réalité qui l’entoure avec une lucidité qui déconstruit nombre de lieux communs ou de stéréotypes. Cela touche avant tout une réalité fortement marquée par le poids des stéréotypes dans le discours commun : la réalité du corps, plus encore quand il s’agit d’un corps féminin.».
Le compositeur Biagio Putignano a mis en musique certains de ses poèmes.

## Œuvre

### En italien
Poésie
- Questi nodi, Gazebo Edizioni, 1993.
- Uova, Zona Edizioni, 1999.
- Corpo Cleaning the House, Emilio Mazzoli Editore, 2003.
- L'ospite, Einaudi 2004.
- Acqua smossa, Lietocolle, 2005.
- Nel bosco, Einaudi, 2007.
- Da una crepa, Einaudi, 2014[5],[6] (prix Marazza 2015).
- Filamenti, Einaudi, 2020.
- L'intravisto, Einaudi, 2024 (Finaliste prix Strega Poésie 2025)

Essai
- Poesia come ossigeno. Per un'ecologia della parola, Chiarelettere, 2021 (avec Antonella Anedda)

### En français
- (fr + it) Depuis une fissure (trad. Roland Ladrière et Jean Portante), Amiens, Cadastre8zéro, 2017[7] -  Prix de la Revue Nunc 2018, catégorie poésie étrangère.
- (fr + it) Filaments (trad. Roland Ladrière), Châtelineau, Le Taillis Pré, 2022.

### En anglais
- (en + it) The Guest in the Wood (trad. Diana Thow, Sarah Stickney et Eugene Ostashevsky), Chelsea Editions, 2013
- (en + it) The Plant of Dreaming (trad. Wallis Wilde-Menozzi et Eugene Ostashevsky), Xenos Books/Chelsea Editions, 2017
- (en + it) Close to the Teeth (trad. Sarah Stickney et Diana Thow), Autumn Hill Books, 2021